# Falaye Sacko
Falaye Sacko (1995. május 1. –) mali válogatott labdarúgó, a Montpellier játékosa kölcsönben a Vitória SC csapatától.

## Sikerei, díjai
Mali U20:
- U20-as labdarúgó-világbajnokság bronzérmes: 2015